# Dimitrij Andrusov
Dimitrij Nikolajevič Andrusov (7. listopadu 1897, Jurjev (dnes Tartu, Estonsko) – 1. dubna 1976, Bratislava) byl slovenský geolog ruského původu, zakladatel moderní slovenské geologie. Od roku 1932 doc., univerzitní profesor (1940), akademik Slovenské akademie věd (1953), DrSc. (1956).

## Život
Dimitrij Andrusov byl synem ruského geologa, člena Ruské akademie věd a univerzitního profesora N. I. Andrusova a dcery archeologa Heinricha Schliemanna - objevitele Tróje. V letech 1915 až 1918 studoval na univerzitě v Petrohradě. Později, v letech 1920 až 1922 na pařížské Sorbonně. Dále pokračoval ve studiu na Chemicko-technologické fakultě Českého vysokého učení technického v Praze v letech 1922 až 1923 a Přírodovědecké fakultě Univerzity Karlovy v letech 1923 až 1925, kde také od roku 1929 do roku 1938 pracoval.
Po uzavření českých vysokých škol během německé okupace odešel na Slovensko, kde od roku 1938 pracoval na Slovenské vysoké škole technické v Bratislavě. Od roku 1940 začal zároveň pracovat na Přírodovědecké fakultě Univerzity Komenského ve funkci přednosty Geologicko-paleontologického ústavu. Byl prvním profesorem geologie pracujícím na slovenských vysokých školách. Kromě toho byl v období 1940 až 1945 ředitelem Státního geologického ústavu. V roce 1952 se Andrusov stal vedoucím katedry geologie na Přírodovědecké fakultě Univerzity Karlovy a ve funkci setrval až do roku 1970. Jako pedagog napsal několik skript a učebních textů, kromě toho, že vyučoval studenty geologie i osobně vedl geologické mapovací kurzy a exkurze, na nichž předával své znalosti v praxi. Byl též zakladatelem a v letech 1957–1958 i prvním ředitelem Geologické laboratoře, která se později transformovala na Geologický ústav SAV.

## Vědecká činnost
Jeho vědeckovýzkumné zájmy byly mnohostranné. V širokém záběru se věnoval geologii, stratigrafii, tektonice, paleontologii, ložiskové a inženýrské geologii. Zkoumal bradlové a flyšové pásmo Západních Karpat, ale též Centrální Západní Karpaty a hlavně subtatranské příkrovy. V Západních Karpatech rozpracoval teorie o existenci rozsáhlých příkrovů a zjistil rozsah několika orogenetických fází. Vyčlenil také mnohé tektonické jednotky a podal paleogeografický obraz karpatské geosynklinály v období mezozoika. Výsledky jeho výzkumů znamenaly prohloubení stratigrafických a zejména tektonických poznatků o Západních Karpatech a staly se základem moderního vnímání jejich stavby a vztahu k sousedním geologickým jednotkám.
Svou vědeckou prací se zařadil mezi přední evropské geology. Výsledky svých výzkumů shrnul v pětidílné monografii Geologický výskum bradlového pásma Západných Karpát (1931–1955), díle Apercu de la Géologie des Carpathes occidentales de la Slovauie centrale (1931), trojsvazkové monografii Geológia Československých Karpát (1958–1965) a v díle Grundriss der Tektonik der Nördlichen Karpaten (1968)., které je považováno za jeden z vrcholů syntézy tektonické stavby Západních Karpat vycházející z principů geosynklinální teorie. Byl taktéž autorem mnoha dalších monografických prací a asi 250 studií v odborných periodikách doma i v zahraničí. Kromě vědecké činnosti také řešil praktické geologické úkoly související se stavbou přehrad, železnice, tunelů a s vyhledáváním zejména nerudných surovin.

## Ocenění
Vědecká a pedagogická činnost profesora Andrusova byla ještě během jeho života oceněna nejvyššími státními vyznamenáními.
Byla mu udělena následující vyznamenání:
- Národná cena SSR (1947)
- Vyznamenání Za zásluhy o výstavbu (1965)
- Státní cena Klementa Gottwalda (1966)
- Řád práce (1972)[4].

V bratislavské Petržalce je po něm pojmenována Andrusovova ulice. V roce 1988 byla na jeho počest odhalena pamětní deska na Přírodovědecké fakultě UK v Bratislavě. Pamětní deska je i v budově Státního geologického ústavu D. Štúra, kde byla v jeho bývalé pracovně zřízena pamětní místnost. Paleontologové podle D. Andrusova pojmenovali několik druhů fosilních organismů, mezi jinými i spodněmiocénní druh chameleóna – Chamaeleo andrusovi.
Slovenská geologická společnost na jeho počest uděluje za zásluhy významným geologům medaili D. Andrusova.
členství
- 1945 člen korespondent Královské české společnosti nauk
- 1953 člen Slovenské akademie věd
- 1957 člen korespondent Československé akademie věd
- 1967 člen Německé akademie věd Leopoldina (Halle/Saale)
- předseda (v zastoupení) Francouzské geologické společnosti
- člen korespondent Rakouské akademie věd
- člen Polské geologické společnosti
- čelen Maďarské geologické společnosti
- člen londýnské Geologické společnosti
- člen Rakouské geologické společnosti

Ve dnech 11. až 14. září 1997 se v Bratislavě konala mezinárodní konference ke 100. výročí narození Dimitrije Andrusova (Alpine evolution of the Western Carpathians and related areas).

## Dílo
výběr
- A. Matějka / D. Andrusov: Aperçu de la geologie des Carpathes occid. de la Slovaquie central et des rég. avoisinantes. Praha (Knihovna Stát. geol. ústav, vol. 13) 1931
- Dimitrij Andrusov: Étude geologique de la Zone des Klippes internes des Carpathes occidentales. Prag 1938
- Dimitrij Andrusov: Geologie Slovenska. Praha 1938
- Dimitrij Andrusov: Geologie und Mineralrohstoffe der Slowakei. Bratislava 1943
- Dimitrij Andrusov : Étude géologique de la zone des Klippes internes des Carpathes Occidentales. Bratislava (Geologické práce Slovenské Akademie Vied & Úmetnosti, 34) 1953
- Dimitrij Andrusov: Geológia československých Karpát I., II., III. Bratislava (Slovenská akadémia vied) 1958, 1959, 1964
- Dimitrij Andrusov: Geologie der tschechoslowakischen Karpaten. 2 Bde. deutsche Ausgabe, Bratislava (nakl. Slovenské akademie věd), Berlin (Akademie-Verlag) 1964, 1965
- Dimitrij Andrusov: Grundriss der Tektonik der Nördlichen Karpaten. Bratislava (VEDA) 1968
- D. Andrusov / J. Bystrický / O. Fusán: Outline of the Structure of the West Carpathians. In: Guide-book for geological excursion X. Congress CBGA. Bratislava (GÚDŠ) 1973
- Dimitrij Andrusov: Stratigrafický slovník Západných Karpát 1. Bratislava 1983